# Matilde Moisant
Matilde Moisant, född 13 september 1878 i Earl Park i Indiana, död 5 februari 1964 i Glendale i Kalifornien, var en amerikansk flygpionjär och syster till Alfred och John Moisant.
Moisant genomgick flygutbildning vid Moisant School of Aviation i ett Blériotflygplan som drevs med en Anzani motor på flygstråket i Mineola Long Island 1911. Sedan hon fått en muntlig genomgång av sin bror Alfred gjorde hon sin första ensamflygning under utbildningen 13 juli 1911. Under flygningen, som varade 32 minuter, satte hon ett amerikanskt flygrekord som godkändes av Aero Club of America.
Hon flög upp för sitt FAI certifikat och blev därmed den andra kvinnan i USA som klarat flygproven. Hon tilldelades certifikat nummer 44 17 augusti samma år.
24 september 1911 genomförde hon en flygning med sitt Blériotflygplan på cirka 350 meters höjd över Garden City Long Island, varvid delstatspolisen rykte ut för att arrestera henne eftersom hon flög på en söndag. Efter att hon landat redde polisen ut saken på platsen och hon fick bara en varning. Så fort polisen försvunnit startade hon sitt flygplan för en ny flygtur. Slutligen återkom polisen för att arrestera henne, men på marken fanns drygt 300 åskådare som ställde sig i en mur runt Moisant och efter en halvtimmes försök att fånga in henne gav polisen upp. Polisen vände sig senare till Justice of the Peace för att få ett föreläggande och arresteringsorder, men domaren kunde inte hitta någon paragraf som angav att det var förbjudet att flyga på söndagar.   
Som flygare satte Moisant flera amerikanska rekord, 1912 slog hon det gällande rekordet i höjdflygning för kvinnor under en flygning över Mexico City. Senare satte hon världsrekordet i höjdflygning för kvinnor med en flygning på 2 500 fots höjd över Hempstead.
Hon är begravd i Portal of the Folded Wings vid Valhalla Memorial Park i Hollywood Kalifornien.